# Mike Dean (arbitre)
Pour les articles homonymes, voir Mike Dean et Dean.
Michael Dean né le 2 juin 1968 à Wirral est un ex-arbitre de football professionnel anglais qui officie principalement en Premier League. Il est basé à Heswall , Wirral , et est membre de la Cheshire County Football Association .
Depuis sa nomination en tant qu'arbitre Select Group en 2000, Dean a arbitré un certain nombre de matches notables, notamment le FA Community Shield et les finales de la FA Cup , de la Football League Cup et du FA Trophy .

## Carrière

### Début de carrière
Dean a commencé arbitrant en 1985. Il a progressé pour officier dans la Premier League du Nord comme arbitre  devenir une ligue de football arbitre assistant en 1995 et promu à la liste des arbitres complète en 1997.

### Carrière professionnelle
Dean a été nommé au groupe restreint des arbitres de la Premier League en 2000, avant d'être promu sur la liste des arbitres internationaux de la FIFA en 2003. Toujours en 2003, il a été le quatrième officiel de Graham Barber lors de la finale de la FA Cup qui s'est tenue au Millennium Stadium de Cardiff. , où Arsenal a battu Southampton 1-0.
Dean a pris le contrôle du match 2004 FA Community Shield entre Arsenal et Manchester United au Millennium Stadium, un match qu'Arsenal a remporté 3-1.  Il a arbitré aussi la finale de Trophée FA de cette année.
Dean a été initialement nommé pour arbitrer la finale de la FA Cup 2006 au Millennium Stadium le 13 mai 2006, mais la Football Association l'a ensuite remplacé par Alan Wiley après que des inquiétudes eurent été exprimées quant à la capacité de Dean à être impartial envers Liverpool , qui est basé près de sa ville natale à Wirral. .  Dean est arrivé au Millennium Stadium huit jours plus tard, quand il a arbitré la finale des barrages du championnat entre Leeds United et Watford .

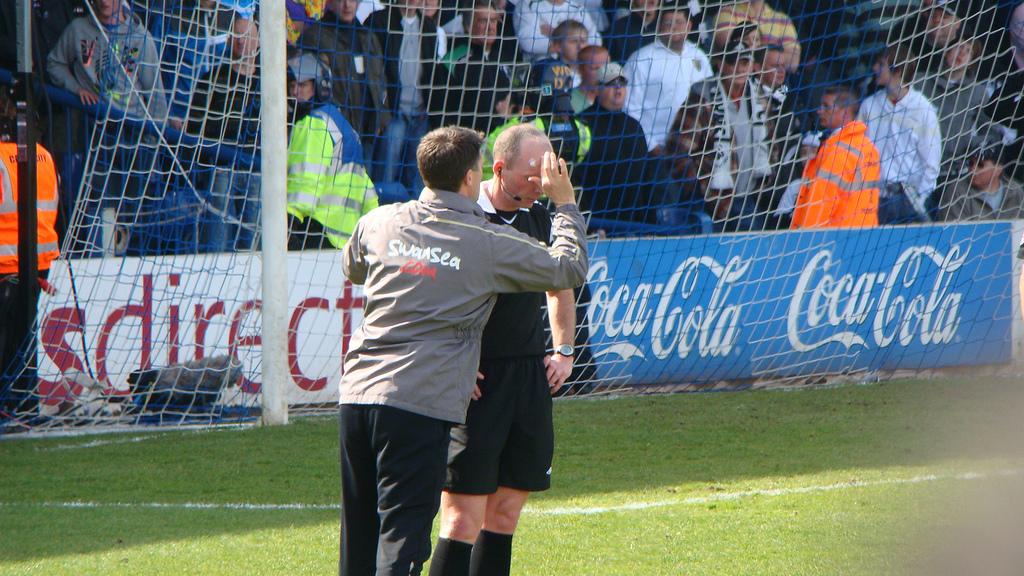
L' arbitre de football Mike Dean est soigné après avoir été frappé par une pièce de monnaie

Le 5 avril 2009, lors d'un derby du sud du Pays de Galles entre Cardiff City et Swansea City , Dean a subi une coupure au front résultant de ce qui semblait être une pièce de monnaie lancée par un supporter de Cardiff. Il a ensuite accordé à Cardiff un penalty , qui a été converti pour gagner un match nul pour l'équipe locale.  Le président de Cardiff, Peter Ridsdale, a condamné l'attaque et a déclaré que le partisan recevrait une interdiction à vie s'il était reconnu coupable. Un homme de 24 ans a ensuite été reconnu coupable de l'incident et condamné à une interdiction de trois ans et à une amende de 200 £. Aucune mesure n'a été prise par la Football Association of Wales contre Cardiff City.
Le 31 janvier 2011, Dean a été nommé arbitre de la finale de la Coupe de la Ligue 2011 entre Arsenal et Birmingham City .  Birmingham a remporté le match 2-1, avec un but gagnant à la 89e minute par Obafemi Martins . Les Bleus avaient pris l'avantage grâce à Nikola Žigić , avant que Robin van Persie n'égalise pour Arsenal. Dean a délivré cinq cartons jaunes au cours de la finale.
En septembre 2015, les supporters d'Arsenal ont lancé une pétition pour empêcher Dean d'arbitrer leur équipe à la suite d'un match de Premier League contre Chelsea  rassemblant près de 100 000 signatures en une semaine.  La Football Association a annulé plus tard un carton rouge que Dean a délivré au défenseur d'Arsenal Gabriel pendant l'incident et a remis à l'attaquant de Chelsea Diego Costa une suspension rétrospective de trois matchs pour conduite violente.
En janvier 2017, Dean a été critiqué après avoir donné un carton rouge direct au milieu de terrain de West Ham Sofiane Feghouli pour une rencontre avec le défenseur de Manchester United Phil Jones , après quoi Jones s'est tordu au sol dans une douleur apparente,.  Le carton rouge est venu après seulement 15 minutes et avec le score à 0-0; Manchester United a finalement remporté le match 2-0. Les rediffusions suggéraient que c'était en fait Jones qui avait commis un défi dangereux sur Feghouli et avait lui-même la chance de ne pas avoir été expulsé.  Le carton rouge de Feghouli a été plus tard annulé
Le 2 avril 2019, lors d'un match entre Wolverhampton Wanderers et Manchester United à Molineux , Dean a délivré le 100e carton rouge de sa carrière en tant qu'arbitre de Premier League à Ashley Young de Manchester United , faisant de Dean le premier arbitre de l'histoire de la Premier League à atteindre le 100 jalon des cartons rouges.
En février 2021, Dean et sa famille ont reçu des menaces de mort à la suite de deux décisions controversées qui ont vu Dean donner un carton rouge à Jan Bednarek de Southampton et à Tomáš Souček de West Ham lors de matchs successifs, et ont demandé de ne pas officier le week-end suivant en Premier League.  Les deux cartons rouges ont été annulés par la FA.
Dean a arbitré son dernier match le 22 mai 2022 à Londres entre Chelsea et Watford. L’équipe domicile remporté le match 2-1.

### Matchs européens et internationaux
Le premier match international de Dean a eu lieu en 2004 lorsqu'il a été nommé pour un match amical entre les Pays-Bas et la république d'Irlande à l' Amsterdam Arena . L'équipe à l'extérieur a gagné 1-0 grâce à un but de Robbie Keane .
Le 30 septembre 2010, Dean a arbitré un match de la phase de groupes de la Ligue Europa entre le Borussia Dortmund et Séville . Au début de la seconde mi-temps, il a montré un deuxième carton jaune au joueur de Dortmund Marcel Schmelzer pour plongeon .
Dean a également arbitré des matchs de qualification pour le Championnat d'Europe . Son premier rendez-vous était pour le match de qualification du groupe F de l' Euro 2008 entre l' Islande et la Lettonie le 13 octobre 2007. Le match dans la capitale islandaise Reykjavík s'est terminé par une victoire 4-2 pour les visiteurs. Le prochain match de championnat d'Europe de Dean a eu lieu le 12 octobre 2010 lorsqu'il a supervisé un match de qualification du groupe A pour l' Euro 2012 entre la Belgique et l' Autriche à Bruxelles. L'équipe à l'extérieur semblait avoir remporté une victoire 3-2, mais deux buts belges aux 87 et 89 minutes ont renversé ce score, seulement pour l'Autriche à dix pour marquer un égaliseur dans le temps additionnel pour obtenir un match nul 4-4.
Dean a quitté la liste internationale de la FIFA fin 2013 à l'âge obligatoire de la retraite de 45 ans.

## Statistiques
(octobre 2021).
La mise en forme du texte ne suit pas les recommandations de Wikipédia : il faut le « wikifier ».
Les points d'amélioration suivants sont les cas les plus fréquents. Le détail des points à revoir est peut-être précisé sur la page de discussion.
- Les titres sont pré-formatés par le logiciel. Ils ne sont ni en capitales, ni en gras.
- Le texte ne doit pas être écrit en capitales (les noms de famille non plus), ni en gras, ni en italique, ni en « petit »…
- Le gras n'est utilisé que pour surligner le titre de l'article dans l'introduction, une seule fois.
- L'italique est rarement utilisé : mots en langue étrangère, titres d'œuvres, noms de bateaux, etc.
- Les citations ne sont pas en italique mais en corps de texte normal. Elles sont entourées par des guillemets français : « et ».
- Les listes à puces sont à éviter, des paragraphes rédigés étant largement préférés. Les tableaux sont à réserver à la présentation de données structurées (résultats, etc.).
- Les appels de note de bas de page (petits chiffres en exposant, introduits par l'outil «  Source ») sont à placer entre la fin de phrase et le point final[comme ça].
- Les liens internes (vers d'autres articles de Wikipédia) sont à choisir avec parcimonie. Créez des liens vers des articles approfondissant le sujet. Les termes génériques sans rapport avec le sujet sont à éviter, ainsi que les répétitions de liens vers un même terme.
- Les liens externes sont à placer uniquement dans une section « Liens externes », à la fin de l'article. Ces liens sont à choisir avec parcimonie suivant les règles définies. Si un lien sert de source à l'article, son insertion dans le texte est à faire par les notes de bas de page.
- La présentation des références doit suivre les conventions bibliographiques. Il est recommandé d'utiliser les modèles {{Ouvrage}}, {{Chapitre}}, {{Article}}, {{Lien web}} et/ou {{Bibliographie}}. Le mode d'édition visuel peut mettre en forme automatiquement les références.
- Insérer une infobox (cadre d'informations à droite) n'est pas obligatoire pour parachever la mise en page.

Pour une aide détaillée, merci de consulter Aide:Wikification.
Si vous pensez que ces points ont été résolus, vous pouvez retirer ce bandeau et améliorer la mise en forme d'un autre article.
| Saison    | Matchs arbitrés | Cartons jaunes distribués | Moyenne par match | Cartons rouges distribués | Moyenne par match |
| --------- | --------------- | ------------------------- | ----------------- | ------------------------- | ----------------- |
| 1997-98   | 30              | 83                        | 2,77              | 5                         | 0,17              |
| 1998-99   | 38              | 96                        | 2,53              | 4                         | 0,11              |
| 1999-2000 | 39              | 90                        | 2.31              | 10                        | 0,26              |
| 2000-01   | 37              | 106                       | 2,86              | 4                         | 0,11              |
| 2001-02   | 35              | 108                       | 3.09              | 8                         | 0,23              |
| 2002-03   | 36              | 155                       | 4.31              | 9                         | 0,25              |
| 2003-04   | 38              | 98                        | 2,58              | 9                         | 0,24              |
| 2004-05   | 24              | 66                        | 2,75              | 7                         | 0,29              |
| 2005-06   | 41              | 134                       | 3.27              | 10                        | 0,24              |
| 2006-07   | 43              | 173                       | 4.02              | 16                        | 0,37              |
| 2007-08   | 45              | 154                       | 3.42              | 10                        | 0,22              |
| 2008-09   | 44              | 156                       | 3,55              | 12                        | 0,27              |
| 2009-10   | 43              | 148                       | 3,44              | 7                         | 0,16              |
| 2010-11   | 43              | 147                       | 3.42              | 7                         | 0,16              |
| 2011-12   | 43              | 146                       | 3,40              | 5                         | 0,12              |
| 2012-13   | 40              | 143                       | 3.58              | 4                         | 0,10              |
| 2013-14   | 38              | 131                       | 3,45              | 7                         | 0,18              |
| 2014-15   | 38              | 158                       | 4.16              | 8                         | 0,21              |
| 2015-16   | 41              | 136                       | 3.31              | 12                        | 0,29              |
| 2016-17   | 36              | 138                       | 3,83              | 5                         | 0,14              |
| 2017–18   | 25              | 93                        | 3.72              | 3                         | 0,12              |
| 2018–19   | 29              | 129                       | 4.45              | 10                        | 0,34              |
| 2019-20   | 27              | 113                       | 4.19              | 4                         | 0,15              |
| 2020–21   | 30              | 111                       | 3.70              | 9                         | 0,30              |
| 2021–22   | 29              | 90                        | 3.10              | 2                         | 0.07              |

Les statistiques concernent toutes les compétitions. Aucun document n'est disponible avant 1997-1998.